# Slow jam
Slow jam är en subgenre till R&B. Slow jams är vanligen ballader eller sånger i downtempo. Termen används oftast för sånger med ett "mjukt" sound där innehållet består av känslofullt och/eller romantisk tema. 

## Exempel på slow jams
- "Nobody's Supposed to Be Here" - Deborah Cox
- "Be Careful" - Sparkle
- "A House Is Not a Home" - Luther Vandross
- "Almost Doesn't Count" - Brandy
- "Call My Name" - Prince
- "Another Sad Love Song" - Toni Braxton
- "Nice & Slow" - Usher
- "Angel of Mine" - Monica
- "Come Back to Me" - Janet Jackson
- "Things We Do For Love" - Horace Brown
- "Miss You" - Aaliyah
- "I Don't Wanna Cry" - Mariah Carey
- "I'm Sorry" - Dilba